# Coeliccia fraseri
Coeliccia fraseri är en trollsländeart som beskrevs av Harry Hyde Laidlaw, Jr. 1932. Coeliccia fraseri ingår i släktet Coeliccia och familjen flodflicksländor. IUCN kategoriserar arten globalt som sårbar. Inga underarter finns listade i Catalogue of Life.